# Henryk Średnicki

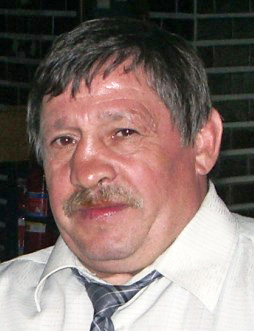
Henryk Średnicki (2007)

Henryk Średnicki (* 17. Januar 1955 in Siemianowice Śląskie; † 10. April 2016 in Piotrków Trybunalski) war ein polnischer Boxer. Er war Weltmeister 1978 und Europameister 1977 und 1979 im Amateurboxen im Halbfliegen- bzw. Fliegengewicht.

## Werdegang
Henryk Średnicki begann als Jugendlicher bei Gornik Siemianowice mit dem Boxen. Bei einer Größe von 1,60 Metern war er ausgesprochen leicht und begann seine Karriere als Halbfliegengewichtler (Klasse bis 48 kg Körpergewicht). Im Laufe der Jahre wuchs er dann in das Fliegen- bzw. in das Bantamgewicht (Klassen bis 51 kg u. 54 kg Körpergewicht) hinein. Während seiner Karriere, die bis 1985 dauern sollte, startete er auch noch für folgende Vereine: GKS Kattowitz, GKS Tychy, GKS Jaskrzebie u. Gornik Sosnowiec. 1973 wurde er polnischer Juniorenmeister im Halbfliegengewicht mit einem Sieg über Henryk Urbanski. Dies war sein erster großer Erfolg, dem noch viele folgen sollten.
1974 wurde er erstmals polnischer Meister bei den Senioren im Halbfliegengewicht mit einem Sieg über Janusz Misiak. Er konnte daraufhin auch bei den ersten Weltmeisterschaften, die 1974 in Havanna ausgetragen wurden, an den Start gehen. In Havanna hatte er aber Pech, denn er verlor seinen Achtelfinalkampf gegen Remus Cosma aus Rumänien, weil er wegen einer Verletzung aus dem Ring genommen werden musste.
Im Jahre 1975 gewann Henryk Średnicki beim TSC-Turnier in Berlin (Ost) in seiner Gewichtsklasse mit einem Punktsieg über Klaus Gertenbach, DDR. Er wurde auch wieder polnischer Meister im Halbfliegengewicht mit seinem Punktsieg über Jerzy Dominik. Bei den Europameisterschaften 1975 in Katowice besiegte er im Halbfliegengewicht Brendan Dunne aus Irland durch Abbruch in der 1. Runde, unterlag aber im Viertelfinale gegen den Olympiasieger von 1972 György Gedó, Ungarn, nach Punkten und belegte den 5. Platz. 1975 gehörte er auch der polnischen Nationalstaffel an, die in den Vereinigten Staaten vier Länderkämpfe gegen die USA bestritt. Er gewann dabei über seine Gegner Luis Curtis, Claudell Adkins, Mike Jones und J.D. Seals jeweils nach Punkten. In einem Länderkampf gegen die DDR verlor er in Karl-Marx-Stadt gegen Dietmar Geilich nach Punkten.
Im Olympiajahr 1976 gewann Henryk Średnicki erneut die polnische Meisterschaft im Halbfliegengewicht mit einem Punktsieg über Henryk Pielesiak. Bei einem Turnier in Łódź musste er sich aber im Fliegengewicht seinem Landsmann Ryszard Czerwinski nach Punkten geschlagen geben. Bei den Olympischen Spielen in Montreal gewann er gegen Luis Curtis klar mit 5:0 Richterstimmen nach Punkten, unterlag aber im Achtelfinale dem Nordkoreaner Li Byong-uk umstritten mit 2:3 Richterstimmen und musste ausscheiden. Ihm verblieb damit gemeinsam mit den anderen Verlierern im Achtelfinale der 9. Platz.
1977 wechselte Henryk Średnicki in das Fliegengewicht und verlor bei den polnischen Meisterschaften in dieser Gewichtsklasse gegen Ryszard Czerwinski nach Punkten. Für die Europameisterschaften 1977 in Halle (Saale) trainierte er aber wieder in das Halbfliegengewicht ab. Dies lohnte sich, denn er gewann mit vier Siegen den Europameistertitel. Im Finale bezwang er dabei den Bulgaren Georgi Georgiew mit 4:1 Richterstimmen nach Punkten. Das war sein erster großer Erfolg bei internationalen Meisterschaften. Zum Abschluss des Jahres 1977 gewann Henryk Srednicki in Warschau beim 1. Feliks-Stamm-Turnier, das zum Gedenken an den polnischen Boxtrainer Feliks Stamm in Warschau abgehalten wurde, die Konkurrenz im Fliegengewicht mit einem Sieg im Finale über den Ungarn Sandor Orban.
1978 schlug Henryk Średnicki im Finale bei den polnischen Meisterschaften im Fliegengewicht in einer erfolgreichen Revanche Henryk Czerwinski und holte sich damit schon seinen vierten polnischen Meistertitel bei den Senioren. Anschließend feierte er bei den Weltmeisterschaften in Belgrad seinen größten Erfolg in seiner Laufbahn. Er wurde im Fliegengewicht Weltmeister. Er schlug dabei Vaclav Hornak aus der Tschechoslowakei, Sandor Orban, Alexander Michailow aus der Sowjetunion und Héctor Ramírez aus Kuba nach Punkten. Henryk Srednicki ist damit der einzige polnische Boxer, der seit Einführung der Boxweltmeisterschaften 1974 einen Weltmeistertitel gewann. Gegen Ende des Jahres gewann er beim 2. Feliks-Stamm-Turnier in Warschau das Finale im Fliegengewicht über seinen Landsmann Leszek Błażyński.
Seinen fünften polnischen Meistertitel holte sich Henryk Średnicki 1979, wobei er im Finale gegen Stanislaw Syjud gar nicht antreten musste, da dieser verletzt war. Bei den Europameisterschaften dieses Jahres in Köln setzte er dann seine Erfolgsserie fort. Er wurde in Köln Europameister im Fliegengewicht, wozu ihm Siege über Nuri Eroglu aus der Türkei, Alexander Dugarow aus der Sowjetunion und Daniel Radu aus Rumänien reichten. Gegen Ende des Jahres 1979 unterlag er dann beim 3. Feliks-Stamm-Turnier in Warschau im Finale überraschend gegen den jungen Rumänen Constantin Titoiu nach Punkten.
Bei den polnischen Meisterschaften 1980 unterlag Henryk Średnicki im Fliegengewicht schon im Halbfinale gegen Ryszard Czerwinski. Er wurde aber trotzdem zu den Olympischen Spielen nach Moskau entsandt, konnte dort aber nicht überzeugen. Nach einem klaren Punktsieg über Webby Mwango aus Sambia unterlag er nämlich schon im Viertelfinale gegen den sowjetischen Sportler Wiktor Miroschnitschenko und blieb mit dem 5. Platz erneut ohne olympische Medaille.
Nach diesen Olympischen Spielen startete Henryk Średnicki bei keinen internationalen Meisterschaften mehr. Er fehlte auch bei den polnischen Meisterschaften 1981, gewann aber beim Turnier um den schwarzen Diamanten in Sosnowiec im Finale über Edward Maczuga, Polen, nach Punkten.
1982 wurde er dann letztmals polnischer Meister, dieses Mal im Bantamgewicht. Er schlug dabei im Finale Sławomir Zapart nach Punkten. Bei den polnischen Meisterschaften 1983 verlor er im Bantamgewicht im Halbfinale gegen Sławomir Żeromiński nach Punkten und schied bei den polnischen Meisterschaften 1985, den letzten, die er bestritt, gegen den gleichen Boxer schon im Viertelfinale aus. 1984 vertrat er bei einem Länderkampf in Danzig gegen die Bundesrepublik Deutschland noch einmal die polnischen Farben und gewann dabei im Bantamgewicht über den Wormser Stefan Gertel nach Punkten.
Nach 1985 beendete Henryk Średnicki seine Laufbahn. Er besuchte die Trainerakademie in Myszków und war dort als Trainer tätig. Einer seiner Schüler war Łukasz Maszczyk, der bei den Olympischen Spielen 2008 in Peking im Halbfliegengewicht bis ins Viertelfinale kam.
Henryk Średnicki war auch in der Politik tätig, kandidierte bei der Parlamentswahl 2005 aber vergebens für einen Sitz im Sejm.

## Internationale Erfolge
(OS = Olympische Spiele, WM = Weltmeisterschaften, EM = Europameisterschaften, Hfl = Halbfliegengewicht, Fl = Fliegengewicht, Ba = Bantamgewicht)
- 1974, 9. Platz, WM in Havanna, Hfl, nach einer techn. KO-Niederlage (Verletzung) gegen Remus Cosma, Rumänien;

- 1975, 1. Platz, TSC-Turnier in Ost-Berlin, Fl, mit einem Punktsieg im Finale über Klaus Gertenbach, DDR;

- 1975, 5. Platz, EM in Katowice, Hfl, mit einem techn. KO-Sieg in der 1. Runde über Brendan Dunne, Irland und einer Punktniederlage gegen György Gedó, Ungarn;

- 1976, 2. Platz, Turnier in Breslau, Bl, nach Finalniederlage gegen Ryszard Czerwinski, Polen;

- 1976, 9. Platz, OS in Montreal, Hfl, nach einem Punktsieg über Luis Curtis, USA u. einer Punktniederlage gegen Li Byong-uk, Nordkorea (2:3);

- 1977, 1. Platz, Turnier in Łódź, Fl, mit einem Finalsieg über Stanislaw Syjud, Polen;

- 1977, 1. Platz, EM in Halle (Saale), Hfl, mit Punktsiegen über Mustafa Genc, Türkei u. Vaclav Hornak, Tschechoslowakei, einem Abbruchsieg in der 3. Runde über Philippe Sutcliffe, Irland und einem Punktsieg über Georgi Georgiew, Bulgarien (4:1);

- 1977, 1. Platz, 1. Feliks-Stamm-Turnier in Warschau, Fl, mit einem Finalsieg über Sandor Orban, Ungarn;

- 1978, 1. Platz, WM in Belgrad, Fl, mit Punktsiegen über Vaclav Hornak, Sandor Orban, Alexander Michailow, UdSSR u. Héctor Ramírez, Kuba;

- 1978, 1. Platz, 2. Feliks-Stamm-Turnier in Warschau, Fl, mit einem Finalsieg über Leszek Błażyński, Polen;

- 1979, 1. Platz, EM in Köln, Fl, mit Siegen über Nuri Eroglu, Türkei, Alexander Dugarow, UdSSR u. Daniel Radu, Rumänien;

- 1979, 2. Platz, 3. Feliks-Stamm-Turnier in Warschau, Fl, nach einer Punktniederlage im Finale gegen Constantin Titoiu, Rumänien;

- 1980, 5. Platz, OS in Moskau, Fl, nach einem Sieg über Webby Mwango, Sambia (5:0) u. einer Punktniederlage gegen Wiktor Miroschnitschenko, UdSSR (0:5);

- 1981, 1. Platz, Pokalturnier um den schwarzen Diamanten in Sosnowiec, Ba, mit einem Finalsieg über Edward Maczuga, Polen:

- 1982, 1. Platz, 5. Feliks-Stamm-Turnier in Warschau, Ba, mit Halbfinalsieg (KO-Sieg 1. Runde) über Pencho Marinow, Bulgarien u. kampflosen Sieg im Finale über Andrzej Danielak, Polen;

- 1983, 2. Platz, TSC-Turnier in Ost-Berlin, Ba, nach Punktniederlage im Finale gegen Klaus-Dieter Kirchstein, DDR

## Polnische Meisterschaften
- 1973, 1. Platz (Junioren), Hfl, mit Finalsieg über Henryk Urbanski,
- 1974, 1. Platz, Hfl, mit Finalsieg über Janusz Misiak,
- 1975, 1. Platz, Hfl, mit Finalsieg über Jerzy Dominik,
- 1976, 1. Platz, Hfl, mit Finalsieg über Henryk Pielesiak,
- 1977, 2. Platz, Fl, mit Finalniederlage gegen Ryszard Czerwinski,
- 1978, 1. Platz, Fl, mit Finalsieg über Ryszard Czerwinski,
- 1979, 1. Platz, Fl, mit Finalsieg über Stanislaw Syjud,
- 1980, 3. Platz, Fl, nach Halbfinalniederlage gegen Ryszard Czerwinski,
- 1982, 1. Platz, Ba, nach Finalsieg über Slawomir Zapart,
- 1983, 3. Platz, Ba, nach Halbfinalniederlage gegen Slawomir Zerominski,
- 1985, 5. Platz, Ba, nach Viertelfinalniederlage gegen Stlwomir Zerominski

## Länderkämpfe
- 1973 in Haskovo, Bulgarien (Junioren) gegen Polen (Junioren), Hfl, Punktsieger über Petar Katschew,
- 1973 in Kerdzeli, Bulgarien (Junioren) gegen Polen (Junioren), Hfl, Punktsieger über Iwanow,
- 1973 in Wolfsburg, BRD (Junioren) gegen Polen (Junioren), Hfl, Punktsieger über Helmut Schäfer,
- 1973 in Misburg, BRD (Junioren) gegen Polen (Junioren), Hfl, Punktsieger über Helmut Schäfer,
- 1973 in Konin, Polen (Junioren) gegen Ungarn (Junioren), Hfl, Punktsieger über Jozsef Tezla,
- 1974 in Posen, Polen gegen DDR, Hfl, Punktsieger über Dietmar Geilich,
- 1975 in Springfield, USA gegen Polen, Hfl, Punktsieger über Luis Curtis,
- 1975 in St. Louis, USA gegen Polen, Hfl, Punktsieger über Claudell Adkins,
- 1975 in Milwaukee, USA gegen Polen, Hfl, Punktsieger über Mike Jones,
- 1975 in Cleveland, USA gegen Polen, Hfl, Punktsieger über J.D. Seals,
- 1975 in Karl-Marx-Stadt, Hfl, DDR gegen Polen, Punktniederlage gegen Dietmar Geilich,
- 1975 in Gera, DDR gegen Polen, Hfl, Punktsieger über Jürgen Schultz,
- 1976 in Belgrad, Jugoslawien gegen Polen, Hfl, Punktniederlage gegen Fazlija Šaćirović,
- 1976 in Subotica, Jugoslawien gegen Polen, Hfl, Punktniederlage gegen Fazlija Šaćirović,
- 1976 in Warschau, Polen gegen USA, Fl, Punktsieger über Brett Summers,
- 1976 in Danzig, Polen gegen USA, Hfl, Punktsieger über Adrian Dennis,
- 1976 in Breslau, Polen gegen DDR, Hfl, Punktsieger über Dietmar Geilich,
- 1976 in Krakau, Polen gegen DDR, Hfl, Punktsieger über Dietmar Geilich,
- 1977 in Łódź, Polen gegen Finnland, Hfl, Punktsieger über Arto Hautamäki,
- 1977 in Las Vegas, USA gegen Polen, Hfl, Punktsieger über Miguel Rosario,
- 1977 in Hartford, USA gegen Polen, Fl, Abbruchsieger 1. Runde über Freddie Roach,
- 1977 in Gera, DDR gegen Polen, Fl, Punktsieger über Jürgen Hentschel,
- 1977 in Erfurt, DDR gegen Polen, Fl, Punktsieger über Jürgen Hentschel,
- 1978 in Kampala, Uganda gegen Polen, Fl, Punktniederlage gegen Adroni Butambeki,
- 1978 in Kampala, Uganda gegen Polen, Fl, Punktsieger über Abudu Businge,
- 1978 in Helsinki, Finnland gegen Polen, Fl, Punktsieger über Arto Hautamäki,
- 1978 in Breslau, Polen gegen USA, Fl, Punktsieger über Dario Medrano,
- 1978 in Koszalin, Polen gegen USA, Fl, Punktsieger über Dario Medrano,
- 1979 in Warschau, Polen gegen Uganda, Fl, Punktsieger über Adroni Butambeki,
- 1979 in Lafayette, USA gegen Polen, Fl, Punktsieger über Henry Brent,
- 1979 in Milwaukee, USA gegen Polen, Fl, Punktsieger über Vincent Hudson,
- 1982 in Rostock, DDR gegen Polen, Ba, Punktsieger über Klaus-Dieter Kirchstein,
- 1984 in Danzig, Polen gegen BRD, Ba, Punktsieger über Stefan Gertel